# Compañía de los Caminos de Hierro del Sur de España
Die Compañía de los Caminos de Hierro del Sur de España, abgekürzt CCHSE, auch Compañía del Sur de España genannt, deutsch in etwa Gesellschaft der Eisenbahnen im Süden Spanien, war eine Eisenbahngesellschaft in Spanien, die 1889 gegründet wurde und 1929 von der Compañía de los Ferrocarriles Andaluces übernommen wurde.

## Geschichte
Die Gesellschaft wurde 1889 zur Verwertung der Konzession der Strecke Linares–Almería gegründet. Sie war im Besitz des katalonischen Bankiers Ivo Bosch, der Präsident der Pariser Crédit Mobilier war, und der Banco General de Madrid. Im Jahr 1898 übernahm die Gesellschaft auch die Konzession der Strecke Moreda–Granada, die bis dahin in den Händen der britischen Great Southern of Spain Railway war, welche die Konzession für die Strecke Murcia–Granada hatte. Die CCHSE hatte finanzielle Schwierigkeiten, sodass sie den Betrieb 1916 an die Compañía de los Ferrocarriles Andaluces (CFA) verpachtete und 1929 ganz in der CFA aufging.